# Scomparsa di Alessia e Livia Schepp
La sparizione di Alessia Vera e Livia Clara Schepp (nate a Saint-Sulplice, Svizzera il 7 ottobre 2004) è un fatto di cronaca relativo a due minori italo-svizzere avvenuto il 30 gennaio 2011. Le due gemelline scomparvero probabilmente in Corsica, anche se non vi è certezza sul luogo della scomparsa.

## La famiglia
Irina Lucidi, originaria di Ascoli Piceno, lavorava per la Philip Morris a Bologna e nel 2003, durante una gita aziendale in montagna, conobbe Mathias Kaspar Schepp (n. il 30 luglio 1967 a Toronto, Canada) che lavorava per la stessa multinazionale a Losanna. Dopo pochi mesi di frequentazione decisero di sposarsi a Losanna, si trasferirono nei pressi della città a Saint-Sulplice e nacquero le due gemelline. Ma il comportamento ossessivo del marito venne notato dalla moglie che lo convinse ad andare da un terapeuta di coppia con la presenza di uno psicologo, ma dopo due incontri l'uomo decise di andare da solo da uno psicologo scelto da lui. La coppia si separò nell'agosto 2010. Schepp dopo il divorzio voleva l'affido congiunto, infatti tentò un riavvicinamento che venne però negato dalla moglie. Schepp probabilmente soffriva di sindrome da narcisismo maligno.

## La fuga di Mathias Schepp

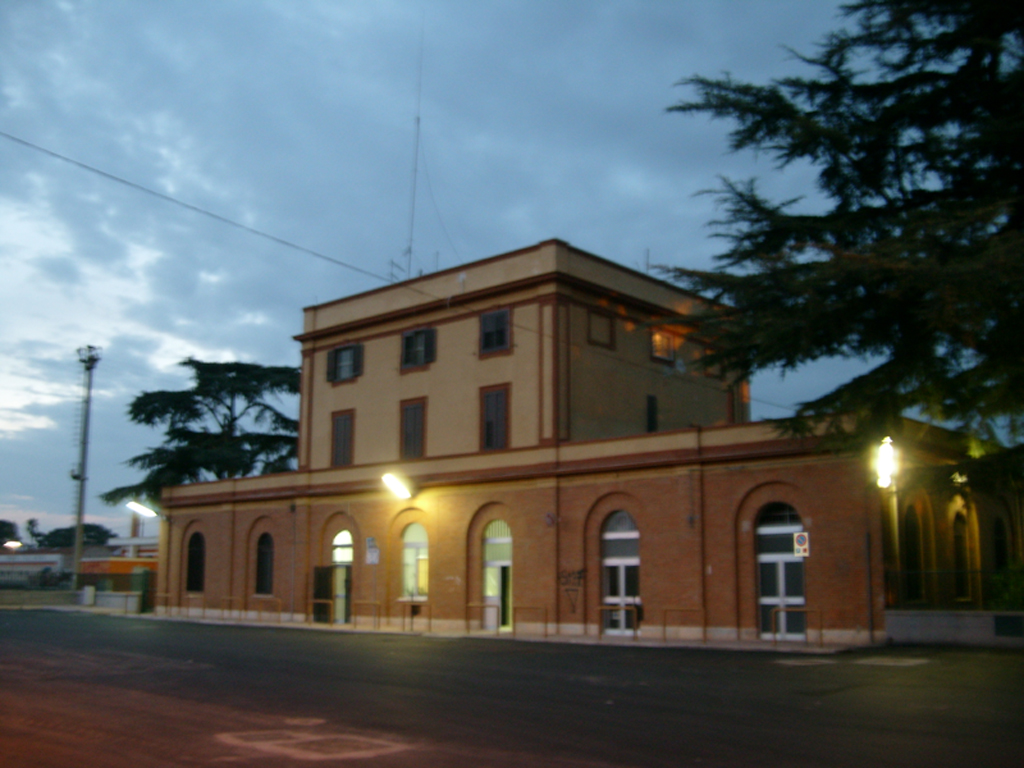
La stazione di Cerignola Campagna, luogo del suicidio di Mathias Schepp del 3 febbraio 2011 dove terminò la sua fuga.

La fuga di Mathias Schepp dura dal 28 gennaio al 3 febbraio e si snoda in tre paesi: Svizzera, Francia e Italia. Si conclude con il suo suicidio. Questa è la cronologia della sua fuga:
- 30 gennaio:
  - h 13:30: Mathias Schepp va a prendere le figlie da un vicino di casa a Saint-Sulplice.
  - h 18:04: entra in Francia a Saint-Julien-en-Genevois.
  - h 18:21: ad Annecy invia un SMS alla moglie rassicurandola che avrebbe portato le figlie a scuola il giorno dopo; è l'ultimo SMS di Schepp.
  - h 19:38: arriva a Lione e spegne definitivamente il cellulare.
- 31 gennaio:

Si reca a Marsiglia dove preleva 7.500 euro da vari bancomat del Vieux Port, spedisce una cartolina alla moglie e compra tre biglietti per il traghetto con destinazione Propriano, in Corsica, e la sera stessa si imbarca.
- 1º febbraio:
- h 6:30: sbarca a Propriano dal tragetto Scandola della CLM, non c'è certezza se le due bambine siano ancora con lui.
- h 15:45: a Bastia compra un biglietto per un traghetto con destinazione Tolone.
- h 21:00: si imbarca sul traghetto Mega Express II della Corsica Ferries.
- 2 febbraio:

Una volta sbarcato a Tolone spedisce un'altra cartolina alla moglie, poi entra in Italia a Ponte San Luigi nei pressi di Ventimiglia (la sua auto viene fotografata all'ingresso della città). Lo stesso giorno è visto da una donna a Sanremo.
- 3 febbraio:

Spedisce una lettera alla moglie e 4.400 € suddivisi in sette buste, poi pranza da solo in un ristorante di Vietri sul Mare per poi recarsi in Puglia. Alle 22.45, presso la stazione di Cerignola Campagna, si suicida gettandosi sotto l'Eurostar Milano-Bari.

## Le indagini
Le indagini alla ricerca delle gemelline si sono svolte con un coordinamento degli inquirenti svizzeri, francesi e italiani guidati da Jacques Dellest, procuratore di Marsiglia. Si sono concentrate in Corsica, dove il 17 febbraio 2011 sono state trovate tracce di sangue nelle rocce di Macinaggio nella penisola di Capo Corso.
Secondo una donna di Propriano erano vive e l'uomo era in compagnia di una donna. Nel 2013 sono state cercate senza esito anche in Sardegna dopo una segnalazione dettagliata secondo cui erano in un campo nomadi tra Oristano e Nuoro.

## Possibile omicidio
In una lettera del 3 febbraio indirizzata alla moglie, Schepp scrisse di averle uccise e che entrambe non avevano sofferto, ma la madre Irina pensa che siano vive.
Tempo dopo la scomparsa Irina ha anche fondato Missing Children, una fondazione svizzera per aiutare a trovare bambini scomparsi.

## La vicenda nei mass media
- La scrittrice e giornalista Concita De Gregorio nel 2015 ha scritto il libro, dedicato alla vicenda,  Mi sa che fuori è primavera[11].
- Alla vicenda è stata dedicata nel 2022 una puntata del programma NOVE racconta dal titolo Il mistero delle gemelline scomparse su canale NOVE[12].
- Il 27 giugno 2022 Elisa De Marco pubblica sul suo canale YouTube, Elisa True Crime, un video della vicenda dal titolo Che fine hanno fatto le gemelle[13].
- Il 27 febbraio 2025 Pino Rinaldi dedica alla vicenda una puntata di Detectives - Casi risolti ed irrisolti, in onda su Rai 2.